# Alexandra Davies
Alexandra "Alex" Elizabeth Davies es una actriz británica-australiana, conocida por haber interpretado a Cate McMasters en la serie All Saints. 

## Biografía
Alexandra es hija de Marlyn Davies. Se graduó del University of Western Sydney con un grado en actuación.
Es amiga del actor John Waters, la actriz Simmone Jade Mackinnon y la presentadora Jessica Rowe.
En enero del 2008 Alexandra se casó con el camarógrafo Justin "Jay" Hanrahan, a quien conoció mientras trabajó en All Saints; la pareja le dio la bienvenida a su primer hijo Indy Hanrahan en el 2010. Alexandra es madrastra de Jemma e Imogen Hanrahan, hijas del matrimonio anterior de Justin con Helen. En una entrevista en el 2012 Alexandra reveló que sufrió de depresión postnatal severa durante seis meses y que llevaba tiempo luchando con la depresión y el trastorno de pánico, años atrás decidió buscar ayuda luego de que se cortara con un cuchillo de cocina después de pelear con un exnovio.

## Carrera
En el 2001 se unió al elenco principal de la serie Flat Chat donde interpretó a Julie Coyne, sin embargo la serie fue cancelada después de una temporada.
En el 2002 se unió al elenco principal de la serie policíaca Young Lions donde interpretó a la Detective Mayor de la Policía Donna Parry, hasta el final de la serie ese mismo año.
En el 2005 obtuvo un pequeño papel en la película Stealth donde interpretó a la cita de Ben.
En el 2007 se unió al elenco de la serie All Saints donde interpretó a la paramédica Cate McMasters hasta el 2009. Anteriormente había apareció por primera vez en la serie en 1999 y el 2000 donde interpretó a Naomi Collins en los episodios "Just Like a Woman" y "Frozen in Time".
En el 2009 obtuvo un pequeño papel en la película X-Men Origins: Wolverine protagonizada por Hugh Jackman. Ese mismo año apareció como invitada en tres episodios de la exitosa serie australiana Mcleod's Daughters donde interpretó a Monique Black; anteriormente había apareció por primera vez en la serie en el 2002 donde interpretó a Briony Masters en los episodios "Friends Like These", "To Have and to Hold" y en "Home Is Where the Heart Is".
En el 2010 se unió al elenco principal de la película de ciencia ficción Arctic Blast donde interpretó a la médica forense Emma Tate, esposa del científico Jack Tate (Michael Shanks) y madre de la joven Naomi Tate (Indiana Evans).
En el 2013 apareció como invitada en un episodio de la serie australiana Reef Doctors donde interpretó a Gillian, la novia de Andrew Walsh (Matt Day).

## Filmografía
Series de televisión
| Año         | Serie                 | Personaje        | Notas                      |
| ----------- | --------------------- | ---------------- | -------------------------- |
| 2013        | Reef Doctors          | Gillian          | episodio # 1.10            |
| 2009        | The Cut               | Brandi Holland   | episodio "A Falcon's Tail" |
| 2009        | Mcleod's Daughters    | Monique Black    | 3 episodios                |
| 2004 - 2008 | All Saints            | Cate McMasters   | 89 episodios               |
| 2003        | The Secret Life of Us | Marnie           | episodio "This Is Now"     |
| 2002        | Young Lions           | Det. Donna Parry | 22 episodios               |
| 2001        | Head Start            | Ali              | 3 episodios                |
| 2000 - 2001 | BeastMaster           | Zuraya           | 2 episodios                |
| 2001        | Flat Chat             | Julie Coyne      | 13 episodios               |
| 2000        | Water Rats            | Elyse Pritchard  | 2 episodios                |

Películas
| Año  | Título                   | Personaje         | Notas                                                  |
| ---- | ------------------------ | ----------------- | ------------------------------------------------------ |
| 2010 | Arctic Blast             | Emma Tate         | junto a Michael Shanks, Indiana Evans & Robert Mammone |
| 2009 | X-Men Origins: Wolverine | Mujer de la Noche | junto a Hugh Jackman                                   |
| 2009 | Fragment                 | Claire            | junto a Wayne Bradley                                  |
| 2005 | Stealth                  | Cita de Ben       | junto a Josh Lucas                                     |
| 2000 | After the Rain           | Sally Hartley     | junto a Paulina Porizkova & Robert Taylor              |

Apariciones
| Año  | Título                              | Notas                                |
| ---- | ----------------------------------- | ------------------------------------ |
| 2008 | Stars In Der Manege At Circus Crone | junto a Oliver Pocher - participante |

## Premios y nominaciones
| Año  | Categoría                      | Premio      | Serie       | Resultado |
| ---- | ------------------------------ | ----------- | ----------- | --------- |
| 2003 | Most Popular New Female Talent | Logie Award | Young Lions | Nominada  |